# 南丹参
南丹参（学名：Salvia bowleyana）是唇形科鼠尾草属的植物，为中国的特有植物。分布在中国大陆的浙江、湖南、广西、福建、江西、广东等地，生长于海拔30米至1,200米的地区，多生于山谷、路旁、山地、林下或水边。

## 别名
七里麻、七里蕉（福建南平）、丹参、紫根（福建永泰）、丹参、赤参、紫丹参、红萝卜（江西德兴）、赤参（江西景德镇）、丹参、红根、赤参、紫丹参、奔马草（湖南）

## 变种
- 近二回羽裂南丹参（学名：Salvia bowleyana var. subbipinnata），分布于中国大陆的浙江等地。

## 外部連結
- 南丹參 Nandanshen （页面存档备份，存于） 藥用植物圖像資料庫 (香港浸會大學中醫藥學院) （繁體中文）（英文）